# Saint-Julien (Côtes-d’Armor)
Saint-Julien sɛ̃ ʒyljɛ̃ (bretonisch: Sant-Juluan-Pentevr) ist eine französische Gemeinde mit 2.072 Einwohnern (Stand: 1. Januar 2022) im Département Côtes-d’Armor in der Region Bretagne. Sie gehört administrativ zum Arrondissement Saint-Brieuc. Einwohner der Gemeinde werden julianais genannt.

## Geographie
Umgeben wird Saint-Julien von der Gemeinde Ploufragan im Norden, von Plédran im Osten, von Plaintel im Süden und von Plaine-Haute im Westen.

## Bevölkerungsentwicklung
| 1962 | 1968 | 1975 | 1982 | 1990 | 1999 | 2008 | 2012 |
| 599  | 738  | 893  | 1508 | 1747 | 1755 | 1962 | 2069 |

## Sehenswürdigkeiten

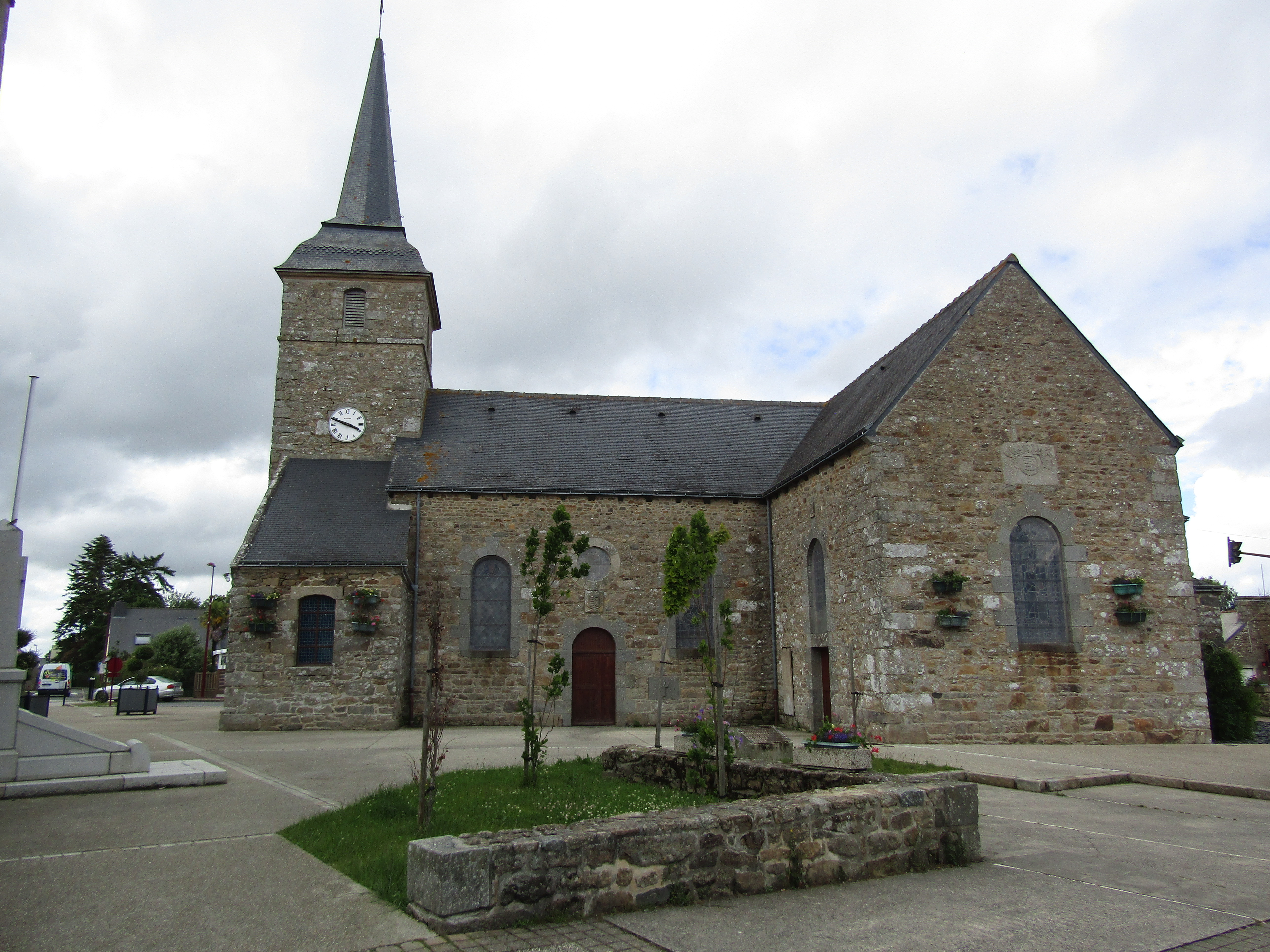
Kirche

Siehe: Liste der Monuments historiques in Saint-Julien (Côtes-d’Armor)

## Verkehr
Saint-Julien hatte einen Haltepunkt an der Bahnstrecke Saint-Brieuc–Pontivy, die in diesem Abschnitt am 20. November 1871 von der Compagnie des chemins de fer de l’Ouest eröffnet wurde. Am 31. August 2006 wurde der Personenverkehr eingestellt, 2012 endete auch der Güterverkehr.
Der Ort liegt an der ehemaligen Nationalstraße N 778, die 1973 zur Departementsstraße D 790 abgestuft wurde. Parallel dazu existiert – ohne Anschlussstelle im Gemeindegebiet – die autobahnähnlich ausgebaute D 700 (Saint-Brieuc↔Loudéac).